# Mădăraș (okręg Marusza)
Mădăraș (węg. Mezőmadaras) – wieś w Rumunii, w okręgu Marusza, w gminie Mădăraș. W 2011 roku liczyła 1299 mieszkańców.